# Вондер Тут і Там
«Вондер Тут і Там» (англ. «Wander Over Yonder») — американський анімаційний телевізійний комедійно-пригодницький серіал виробництва Disney Television Animation для Disney Channel. Допрем'єрний показ першого епізоду відбувся 16 серпня 2013 року, а офіційна прем'єра мультсеріалу відбулася 13 вересня 2013 року на Disney Channel.
5 березня 2016 року Крейг МакКракен оголосив через Tumblr, що серіал «Вондер Тут і Там» скасували, а другий сезон буде останнім. Фінальний епізод мультсеріалу «The End of the Galaxy» вийшов у ефір 27 червня 2016 року.

## Сюжет
Справжні герої не обов'язково повинні мати купу м'язів і спопеляти ворогів неймовірними надздібностями. Деякі просто дарують всім гарний настрій і допомагають стати щасливішими. Це й є головна мета героя — мегапозитивного і вкрай поважного персонажа Вондера. Кмітливості та кількості його друзів можна тільки позаздрити. У компанії з вірним зборнаком Сільвією, граючи на банджо, він мандрує від планети до планети, допомагаючи мешканцям стати вільними та розважається на повну. Але здійсненню цієї благородної місії частенько заважає Лорд Злюкер, який ненавидить радість і прагне керувати усім всесвітом.

## Список епізодів
| Сезон        | Епізоди                  | Оригінальна трансляція | Оригінальна трансляція | Трансляція в Україні | Трансляція в Україні |
| Сезон        | Епізоди                  | Перший ефір            | Останній ефір          | Перший ефір          | Останній ефір        |
| ------------ | ------------------------ | ---------------------- | ---------------------- | -------------------- | -------------------- |
| 1            | 39 (окремих) 21 (парний) | 16 серпня 2013         | 4 грудня 2014          | 8 серпня 2016        | 28 серпня 2016       |
| 2            | 40 (окремих) 22 (парних) | 3 серпня 2015          | 27 червня 2016         | 29 серпня 2016       | 19 вересня 2016      |
| Міні-епізоди | 11                       | 20 липня 2015          | 3 серпня 2015          | TBA                  | TBA                  |

## Озвучування та дубляж
| Персонаж             | Озвучування                           | Дубляж (ПлюсПлюс)                                                          |
| Головні персонажі    | Головні персонажі                     | Головні персонажі                                                          |
| -------------------- | ------------------------------------- | -------------------------------------------------------------------------- |
| Вондер               | Джек МакБраер                         | Андрій Федінчик, Павло Скороходько (вокал)                                 |
| Сільвія              | Ейпріл Вінчел                         | Лідія Муращенко                                                            |
| Лорд Злюкер          | Кіт Фергюсон                          | Ярослав Чорненький                                                         |
| Командувач Гострозір | Том Кенні                             | Павло Скороходько                                                          |
| Лорд Домінатор       | Ноель Велс, Фред Татаскьор (в шоломі) | Анастасія Зіновенко, Андрій Мостренко (в шоломі), Дарина Муращенко (вокал) |
| Гострозорики         | Різні актори                          | Олександр Погребняк, Дмитро Завадський, Михайло Тишин та інші              |
| Другорядні персонажі |                                       |                                                                            |
| Імператор Крутяк     | Сем Рігел                             | Олександр Погребняк                                                        |
| Сендвіч Зла          | Річ Фулчер                            | Павло Скороходько                                                          |
| Чорний Куб Мороку    | Енді Бін                              | Ярослав Чорненький                                                         |

Українською мовою мультсеріал дубльовано студією «1+1» на замовлення компанії «Disney Character Voices International» у 2016 році.

## Нагороди та номінації
| Рік  | Нагорода                   | Категорія                                                                              | Номінант                                                                        | Результат |
| ---- | -------------------------- | -------------------------------------------------------------------------------------- | ------------------------------------------------------------------------------- | --------- |
| 2014 | 41 премія «Енні»           | Найкращий дизайн персонажів анімаційної телевізійної програми/Виробництво ТБ-програми  | Крейг МакКракен                                                                 | Номінація |
| 2014 | 41 премія «Енні»           | Найкраща музика анімаційної телевізійної програми/Виробництво ТБ-програми              | Енді Бін                                                                        | Номінація |
| 2015 | 42 премія «Енні»           | Найкращий мультсеріал/Виробництво ТБ-програми для дитячої аудиторії                    | «Вондер Тут і Там»                                                              | Номінація |
| 2015 | 42 премія «Енні»           | Найкращий дизайн персонажів анімаційної телевізійної програми/Виробництво ТБ-програми  | Джастін Ніколс                                                                  | Перемога  |
| 2015 | 42 премія «Енні»           | Найкращий дизайн персонажів анімаційної телевізійної програми/Виробництво ТБ-програми  | Бенджамін Балістрелі                                                            | Перемога  |
| 2015 | 42 премія «Енні»           | Найкраща режисура анімаційної ТБ-програми/Виробництво ТБ-програми                      | Дейв Томас                                                                      | Номінація |
| 2015 | 42 премія «Енні»           | Найкращий дизайн виробництва анімаційної телевізійної програми/Виробництво ТБ-програми | Алекс Кірван, Кріс Тсіріготіс, Александр Дакворт, Дженіс Кубо та Францис Ґіґліо | Номінація |
| 2015 | 42 премія «Енні»           | Найкращий сценарій анімаційної телевізійної програми/Виробництво ТБ-програми           | Марк Екланд                                                                     | Номінація |
| 2015 | 67 премія «Еммі»           | Найкраща короткоформатна анімована програма                                            | «The Gift 2: The Giftening»                                                     | Номінація |
| 2016 | 43 премія «Енні»           | Найкраща анімаційна телевізійна програма/Виробництво ТБ-програми для дитячої аудиторії | «The Breakfast»                                                                 | Перемога  |
| 2016 | 43 премія «Енні»           | Найкращий дизайн персонажів анімаційної телевізійної програми/Виробництво ТБ-програми  | Джастін Ніколс (for «The Good Bad Guy»)                                         | Номінація |
| 2016 | 43 премія «Енні»           | Найкраща музика анімаційної телевізійної програми/Виробництво ТБ-програми              | Енді Бін (за «The Black Cube»)                                                  | Номінація |
| 2016 | 43 премія «Енні»           | Найкращий сценарій анімаційної телевізійної програми/Виробництво ТБ-програми           | Джастін Ніколс (за «The Breakfast»)                                             | Номінація |
| 2017 | 44 премія «Енні»           | Найкраща анімаційна ТБ-програма/Виробництво ТБ-програми For Children                   | «My Fair Hatey»                                                                 | Номінація |
| 2017 | 44 премія «Енні»           | Найкраща режисура анімаційної телевізійної програми/Виробництво ТБ-програми            | Дейв Томас, Едді Трігуерос, та Джастін Ніколс (за My «Fair Hatey»)              | Номінація |
| 2017 | 44 премія «Енні»           | Найкращий дизайн персонажів анімаційної телевізійної програми/Виробництво ТБ-програми  | Бенджамін Балістрері (за «The Night Out»)                                       | Номінація |
| 2017 | 69 мистецька премія «Еммі» | Видатні індивідуальні досягнення в анімації                                            | Джастін Ніколс (за «The End of the Galaxy»)                                     | Перемога  |